# PLOS One
PLOS ONE (inicialment es va dir PLoS ONE, PLOS ONE a partir del 2012) és una revista científica avaluada per experts de Public Library of Science (PLOS). PLOS ONE és d'accés lliure a través d'internet. Cobreix principalment recerca científica bàsica en qualsevol matèria relacionada amb la ciència i la medicina. Tots els seus articles passen per un procés de revisió i els articles no són valorats per la seva presumpta importància sinó per la seva qualitat tècnica. La plataforma en línia de PLOS ONE inclou fòrums de discussió sobre els articles i eines per posar-hi nota. PLOS ONE és, pel seu volum, la revista científica més gran del món.
| Any  | Nombre d'articles |
| ---- | ----------------- |
| 2006 | 138               |
| 2007 | 1.200             |
| 2008 | 2.800             |
| 2009 | 4.406             |
| 2010 | 6.749             |
| 2011 | 13.798            |
| 2012 | 23.468            |
| 2013 | 31.500            |

## Història
La fundació Gordon and Betty Moore Foundation va premiar PLoS amb una subvenció de $9 milions el desembre del 2002 i d'$1 milió el maig del 2006 per al seu llançament com a publicació. L'agost de 2008 va passar a ser de publicació setmanal a publicació diària.
Un gran nombre de premiats amb el Premi Nobel han publicat estudis a PLoS ONE incloent a Françoise Barré-Sinoussi.

## Resums i indexació
Els articles de PloS ONE estan indexats a:
- AGRICOLA
- BIOSIS Previews
- Chemical Abstracts Service
- EMBASE
- Food Science and Technology Abstracts
- GeoRef
- MEDLINE/PubMed
- Science Citation Index Expanded
- Scopus
- The Zoological Record